# Zana El Beida
Zanat El Beida (în arabă زانة البيضاء) este o comună din provincia Batna, Algeria.
Populația comunei este de 10.564 de locuitori (2008).